# Jordan 192
A Jordan 192 egy Formula–1-es versenyautó, amelyet a Jordan tervezett és versenyeztetett az 1992-es Formula-1 világbajnokság során. Pilótái Stefano Modena és Maurício Gugelmin voltak.

## Áttekintés
A csapat a második teljes idényének megkezdése előtt kénytelen volt felbontani a megállapodását a Forddal, ugyanis a motorjaik alaposan megdrágultak. A számításba vehető többi motorszállító közül a Jordan a Yamaha mellett tette le a voksát, amit ingyen megkaptak. Problémát jelentett azonban, hogy az autót a Ford V8-asa köré tervezték eredetileg, nem egy nagyobb és nehezebb V12-eshez. Az autók festése is megváltozott, a korábbi nagy szponzor, a 7UP távozott, ezért a zöld színt az új főszponzor, a Sasol olajipari vállalat színeire cserélték. Egyebekben elmondható, hogy az első szárnyat és a motorborítást leszámítva külsőre megegyezett az előző évivel az autó.
Az idény katasztrofálisan sikerült a csapat számára. A Yamaha-motor nemcsak megbízhatatlan volt, hanem erőtlen is, és rengeteget küszködtek túlmelegedési problémákkal. Gugelmin az első kilenc versenyből heten kiesett, Modena pedig legelőször csak a szezon tizenkettedik versenyén, Belgiumban tudott célba érni. Utóbbinak négyszer a kvalifikálás sem sikerült. Csak a szerencsének és a sok kiesőnek köszönhetik, hogy a szezonzáró ausztrál nagydíjon Modena révén el tudtak csípni egy pontot, ez volt a legjobb eredményük.

## Eredmények
| Év   | Csapat       | Motor       | Gumik | Pilóták           | 1   | 2   | 3   | 4   | 5   | 6   | 7   | 8   | 9   | 10  | 11  | 12  | 13  | 14  | 15  | 16  | Pontok | Helyezés |
| ---- | ------------ | ----------- | ----- | ----------------- | --- | --- | --- | --- | --- | --- | --- | --- | --- | --- | --- | --- | --- | --- | --- | --- | ------ | -------- |
| 1992 | Sasol Jordan | Yamaha OX99 | G     |                   | RSA | MEX | BRA | ESP | SMR | MON | CAN | FRA | GBR | GER | HUN | BEL | ITA | POR | JPN | AUS | 1      | 11.      |
| 1992 | Sasol Jordan | Yamaha OX99 | G     | Stefano Modena    | NK  | KI  | KI  | NK  | KI  | KI  | KI  | KI  | KI  | NK  | KI  | 15  | NK  | 13  | 7   | 6   | 1      | 11.      |
| 1992 | Sasol Jordan | Yamaha OX99 | G     | Maurício Gugelmin | 11  | KI  | KI  | KI  | 7   | KI  | KI  | KI  | KI  | 15  | 10  | 14  | KI  | KI  | KI  | KI  | 1      | 11.      |

## Forráshivatkozások
1. ↑  Jordan 192 • STATS F1. www.statsf1.com. (Hozzáférés: 2025. január 23.)
2. ↑  A Jordan-sztori… (magyar nyelven). Napi F1 sztori, 2020. február 8. (Hozzáférés: 2025. január 23.)